# Naushehra Pannuan
Naushehra Pannuan – miejscowość w Indiach, w Pendżabie. W 2011 roku liczyła 7785 mieszkańców.